# Мёльдер, Конрад
Конрад Мёльдер (эст. Conrad Mölder; 6 октября 1999, Таллин, Эстония) — эстонский и финский хоккеист, вратарь.

## Карьера
На родине выступал за юниорский состав клуба «Пантер». В 14 лет переехал в Финляндию, где продолжил постигать навыки игры. Конрад Мёльдер провел один сезон в Молодёжной хоккейной лиге, где он защищал ворота молодежного состава созданного для КХЛ китайского «Куньлунь Ред Стар».
После возвращения в Финляндию Мёльдер числился в заявке «Спорта», но за основной состав команды в СМ-Лиге сыграл всего один матч. Затем он перешел в словацкую «Дуклу» из Михайловице, за которую хоккеист так и не дебютировал. После сезона в польской «Торуне» Мёльдер подписал контракт с «Ниццей» из французской Лиги Магнуса.

### В сборной
В ноябре 2022 года был впервые вызван в сборную Эстонии на Балтийский кубок, на котором провел одну игру.

## Достижения
- Финалист Кубка Польши (1): 2021.